# 惠来一中
惠来县第一中学，原名惠来县立中学，创建于1919年4月21日。学校位于广东省揭阳市惠来县惠城镇英内。

## 概述
2012年5月通过国家级示范性高中初评，现有学生5264人，专任教师248人。
学校先后被评为广东省中小学推广普通话先进学校、广东省群众体育先进学校、省依法治校示范性学校、广东省一级学校、首届广东省书香校园、潮汕培育星星先进单位、揭阳市先进职工之家、揭阳市先进集体、揭阳市文明单位、揭阳市先进基层党组织、揭阳市文明学校、揭阳市平安校园、揭阳市语言文字规范化示范学校。